# 斎藤正三郎
斎藤 正三郎（さいとう しょうざぶろう、1931年 - ）は、日本の化学者。産総研東北センター顧問・元東北大学工学部教授。工学博士。秋田県出身。

## 経歴
- 東北大学大学院工学研究科応用化学専攻博士課程修了
- 東北大学第27代工学部長（1991年4月1日 - 1993年3月31日）
- 宮城工業高等専門学校長
- 国立工業高等専門学校協会会長[1]
- 豊橋技術科学大学参与[2]
- 産総研超臨界流体研究センター研究顧問
- 瑞宝中綬章（2006年秋）[3]